# الغواصة اليابانية اي-55 (1925)
الغواصة اليابانية أي-55، أعيد تصميمها لاحقًا باسم I-155 (伊号第五五潜水艦 I-gō Dai-Hyaku-gojūgosensuikan) غواصة طراد من فئة كايدي3إيه للبحرية الإمبراطورية اليابانية خلال العشرينات. وخدمت طوال فترة الحرب العالمية الثانية.

## خلفية
في أعقاب الحرب العالمية الأولى، أعادت البحرية الإمبراطورية اليابانية تقييم استخدام حرب الغواصات كعنصر من عناصر إستراتيجية الأسطول بسبب النشر الناجح لغواصات الطراد طويلة المدى لعمل غارات تجارية من قبل القوات البحرية المقاتلة الرئيسية. أستنتج الاستراتيجيون اليابانيون إمكانية استخدام السلاح للاستطلاع بعيد المدى، وفي حرب استنزاف ضد أسطول عدو يقترب من اليابان. غواصتان يابانيتان كبيرتان وبعيدتان المدى تم بناؤهما بالفعل في إطار برنامج أسطول ثمانية كنموذج أولي (اي-51 و اي-52)، كان وصول سبعة غواصات يو ألمانية في 20 يونيو 1919 استقبلته اليابان كتعويضات حرب في نهاية الحرب العالمية الأولى أدت إلى إعادة تصميم كاملة. سرعان ما استأجر اليابانيون مئات الضباط والفنيين ومهندسين الغواصات الألمان العاطلين عن العمل بعد هزيمة ألمانيا في الحرب العالمية الأولى، وتم نقلهم إلى اليابان بموجب عقود مدته 5 سنوات. قدرت وكالة الاستخبارات البحرية الأمريكية أن حوالي 800 مستشار ألماني قد ذهبوا إلى اليابان بحلول نهاية عام 1920. كما أرسل اليابانيون وفودًا إلى ألمانيا، وكانوا نشطين في شراء العديد من براءات الاختراع.

## البناء والمهنة
بنتها كوري نافال ارسنال وتم غطلاقها في 1 نيسان 1924. وتمت إعادة تسميتها إلى أي -55 في 1 نوفمبر. تم إطلاق الغواصة في 2 سبتمبر 1925 واكتملت في 5 سبتمبر 1927.

### الحرب العالمية الثانية

#### دورية الحرب الأولى
غادرت الغواصة ميناء سانيا لبدء أول دورية حربية لها في 1 ديسمبر 1941، وفي 7 ديسمبر تم نشرها شمال كوانتان مع الغواصتين أي-53 و أي-54 في دورية لدعم الغزو الياباني لملايا الذي كان من المقرر ان يبدأ في اليوم التالي. بدأت الأعمال العدائية في شرق آسيا في 8 ديسمبر 1941 (7 ديسمبر عبر خط التاريخ الدولي في هاواي، حيث بدأت اليابان الحرب بهجومها على بيرل هاربور)، وفي يومي 9 و 10 ديسمبر شاركت الغواصة في محاولات لاعتراض قوة المهام التابعة للبحرية الملكية البريطانية المكونة من البارجة أتش أم أس برنس اوف ويلز وطراد معركة أتش أم أس Repulse قبل أن يتمكنوا من تهديد قوافل الغزو الياباني، على الرغم من أن قاذفات الطوربيد التابعة للبحرية الإمبراطورية اليابانية أغرقت السفينتين قبالة شبه جزيرة ملايو في 10 ديسمبر قبل أن تتمكن الغواصات من الاشتباك معهم. 
في 14 ديسمبر 1941، أبلغت الغواصة K XII التابعة البحرية الملكية الهولندية رؤيتها لناظور غواصة يابانية. ربما كانت الغواصة أي-54 أو اي55، ولم يتعرض أي منهما لأضرار. أنهت أي-55 دورياتها في كام رانه في الهند الصينية الفرنسية التي احتلتها اليابان في 20 ديسمبر 1941. 

#### دورية الحرب الثانية
غادرت أي-55 كام رانه في 29 ديسمبر 1941 لتبدأ دورياتها الحربية الثانية. قامت بدوريات في مضيق بانجكا قبالة سومطرة ثم عادت إلى كام رانه في 14 يناير 1942. 